# Testi delle piramidi

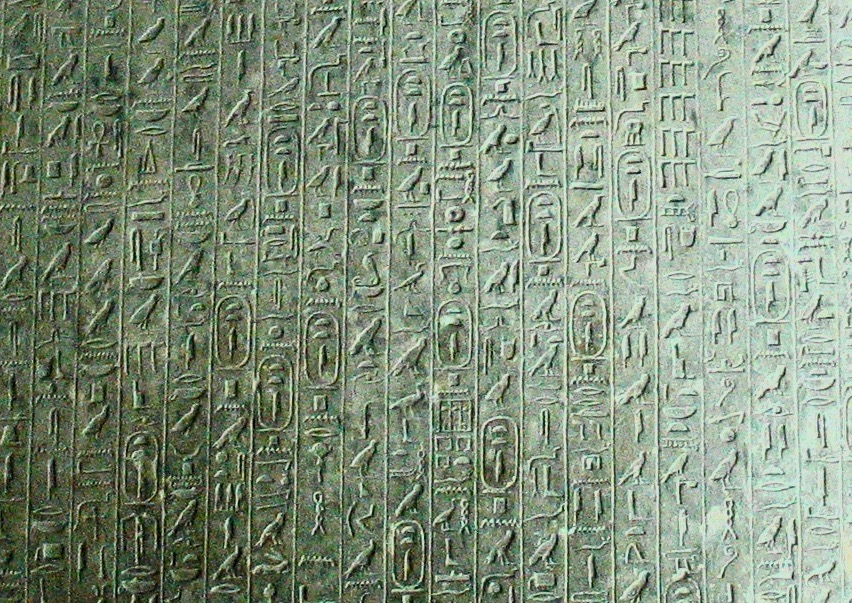
Testi delle piramidi sulle pareti della camera sepolcrale del faraone Teti (2345 - 2333 a.C.), nella sua piramide a Saqqara

I Testi delle piramidi sono un insieme di formule rituali egizie risalenti al periodo chiamato Antico Regno, e più precisamente tipiche della V e VI dinastia: a partire dal 2500 a.C..

## Storia
I Testi delle piramidi  compaiono per la prima volta nel monumento funebre del faraone Unis, ultimo sovrano della V dinastia: questi, insieme ad altri esempi riconoscibili come i più antichi, risalgono al 2400 - 2300 a.C. A differenza dei successivi Testi dei sarcofagi e del ben più tardo Libro dei morti, i Testi delle piramidi erano riservati ai soli faraoni (con eccezioni, come le tombe delle regine Ankhesenpepi II e Neith a Saqqara), e non prevedevano illustrazioni. Dopo la Pietra di Palermo, che li precede cronologicamente, i Testi delle piramidi contengono la più antica menzione di Osiride, che diverrà il più importante dio egizio connesso con l'aldilà. 

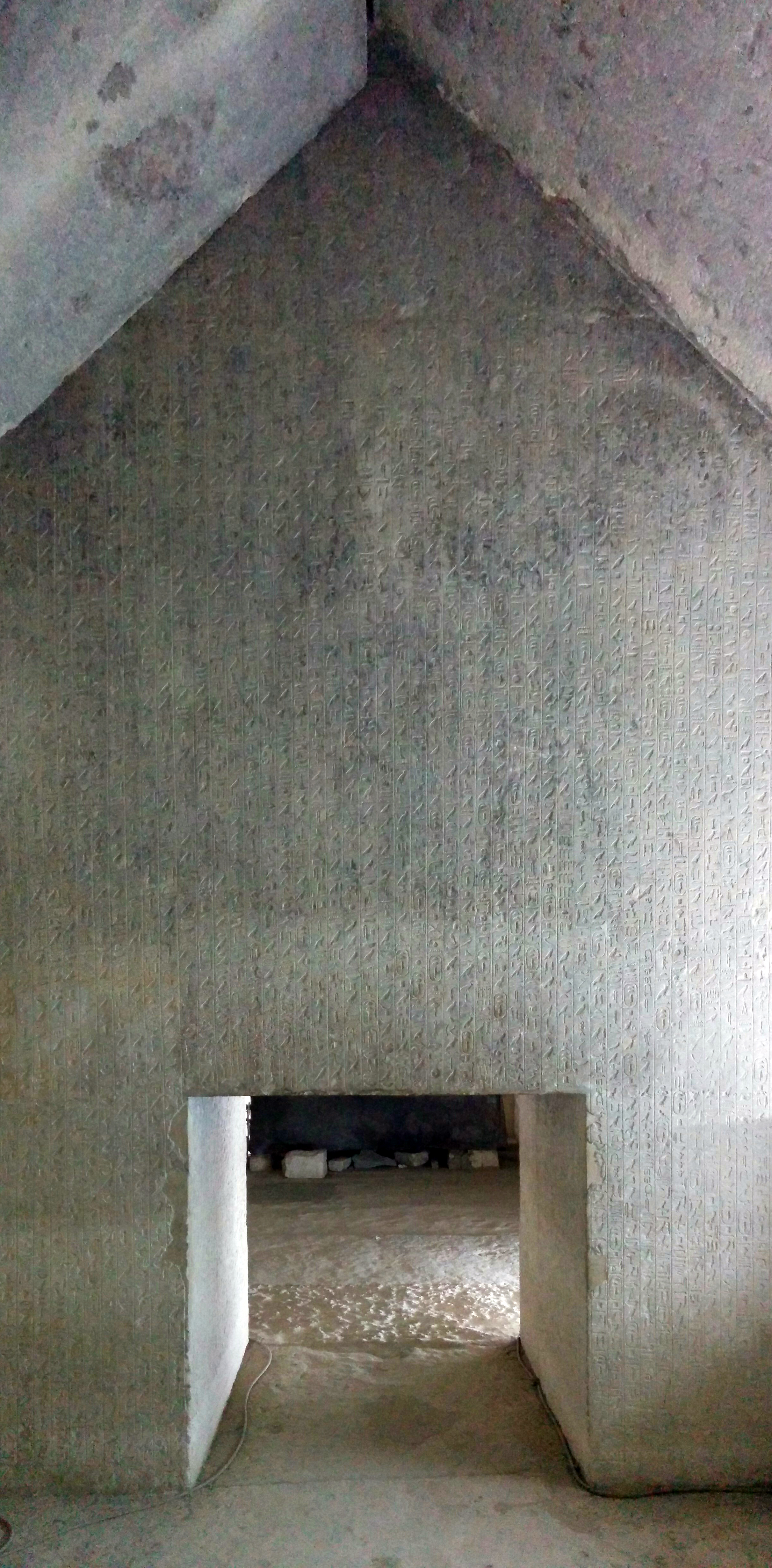
Veduta di una parete coperta dei cosiddetti testi delle piramidi, all'interno della piramide del faraone Teti a Saqqara

## Scopi e caratteristiche
Le formule avevano lo scopo di garantire la protezione dei resti del sovrano, infondere nuovamente lo spirito nella sua mummia e assicurarne l'ascesa tra gli dei e la riunificazione con il dio-sole Ra (idea centrale nella spiritualità dell'antico regno). I Testi descrivono in che modo il faraone avrebbe potuto raggiungere gli dei, anche servendosi di rampe, gradini, scalinate e soprattutto volando. Le formule contengono anche suppliche alle divinità sotto forma di richieste di aiuto, ed eventualmente anche minacce qualora non volessero correre in soccorso dell'anima del re. Nei Testi viene sovente nominata anche la Duat, l'oltretomba della religione egizia, formata dai Campi Hotep e dai Campi di Giunchi (detti anche Campi Iaru) la cui descrizione compare però solamente con i più tardi Testi dei sarcofagi. Si ritiene che prima di allora (prima cioè di Unis e Teti) le formule venissero solamente recitate durante la cerimonia funebre, limitandosi all'oralità.
Trattandosi di formule rituali scritte in un linguaggio arcaico e talvolta oscuro ed ermetico, non sempre è possibile comprendere pienamente il loro significato (anche perché i Testi non formano un corpus organico).

## Versioni
I Testi furono scoperti e analizzati la prima volta nel 1881 da Gaston Maspero. La versione più antica consta di 228 formule e si trova nella piramide di Unis (o Unas), ultimo faraone della V dinastia egizia. Altri esempi furono rinvenuti nelle piramidi dei sovrani della VI dinastia: Teti, Pepi I, Merenra I e Pepi II, e anche nelle piramidi di alcune regine di tale dinastia: Ankhesenpepi II, Neith, Iput II, Udjebten e Behenu. Frammenti inscritti su legno furono inoltre rinvenuti nella sepoltura della regina Meritites IV.
La prima edizione dei Testi delle piramidi, curata da Kurt Sethe, conteneva 714 formule distinte. Dopo la pubblicazione ne furono scoperte altre, che portarono il loro numero a 759. Non è stato rinvenuto nessun esempio di trascrizione dei Testi, in un'antica sepoltura, che abbia impiegato tutte insieme le formule oggi conosciute.